# CFB Esquimalt
Canadian Forces Base Esquimalt (CFB Esquimalt) ist ein Marinestützpunkt der kanadischen Marine an der Westküste in Esquimalt, Vancouver Island, Kanada. Der Stützpunkt dient als Hauptsitz der Maritime Forces Pacific und als Hauptquartier der Joint Task Force der kanadischen Marine. Der Stützpunkt verfügt über eine Fläche von rund 41 Quadratkilometer und befindet sich im südlichen Teil von Vancouver Island an der Juan-de-Fuca-Straße.
Teile des Geländes (Her Majesty’s Canadian Dockyard (Schiffswerft), das ehemalige Royal Navy Hospital (Marinekrankenhaus), der Veteranenfriedhof und das Cole Island Magazine (Lagerhaus)) wurden am 24. November 1995 von der kanadischen Regierung zur National Historic Site of Canada erklärt.

## Militärische Einrichtungen
Der Hauptsitz ist das Hafengelände Naden und das Dockyard Esquimalt. Auf dem Gelände des Dockyard Esquimalt und Drydock befindet sich der Hauptsitz des Canadian Navy Headquarters Pacific. Des Weiteren befindet sich ein Ausbildungs- und Schulungszentrum für Rettungskräfte und das Naval Officer Training Centre (NOTC Venture) und ein Navy Krankenhaus auf dem Gelände.
CFB Esquimalt verfügt über mehrere Militärflächen, die sich um den Hauptstützpunkt befinden. Die Fleet Maintenance Facility befindet sich in Cape Breton. Weitere militärische Einrichtungen sind die Albert Head training area in der Nähe von Albert Head, Metchosin, ca. 30 km südwestlich von Victoria. Welches eine Fläche von rund 88 Hektar verfügt. Das Canadian Forces Maritime Experimental Test Range in der Nähe von Nanoose Bay gehört auch zum Militärstützpunkt CFB Esquimalt. An dem Standort werden neue Technologien für Sonarboyen, Torpedos und anderen Technologien geforscht, entwickelt und getestet. CFB Esquimalt verfügt über ein Fährschifftaxi, um die einzelnen Teile des Stützpunktes miteinander zu verbinden, sowie ein Busnetz außerhalb/innerhalb der Militäreinrichtungen. Das Naval Radio Station Aldergrove in Fraser Valley ist eine Funksendeanlage für Langstreckenkommunikation und wird von der Maritime Forces Pacific genutzt.
Daneben gibt es mehrere Wohnsiedlungen für die stationierten Soldaten in unmittelbarer Nähe in Belmont Park, Work Point und Royal Roads.

## Flotte
An dem Stützpunkt sind folgende Zerstörer, Fregatten, Versorgungsschiffe und U-Boote stationiert:
- 5 Fregatten der Halifax-Klasse
- 1 Zerstörer der Iroquois-Klasse
- 1 Versorgungsschiff der Protecteur-Klasse
- 6 Coastal Defence Vessels der Kingston-Klasse
- 1 U-Boot der Victoria-Klasse

Hinzukommen noch weitere Schulungs- und Unterstützungsschiffe. Unter anderem auch die HMCS Oriole, das Segelschulschiff der kanadischen Marine.